# Calle Joaquín Costa
La calle Joaquín Costa es una calle del centro de la ciudad española de Pontevedra situada entre el Ensanche y el barrio de A Eiriña. 

## Origen del nombre
La calle recibe su nombre en honor al político, jurista e historiador Joaquín Costa (1846-1911).

## Historia
La calle Joaquín Costa tiene su origen en un antiguo y estrecho camino que, en 1883, comunicaba el barrio de la Virgen del Camino, donde se encontraba la capilla del mismo nombre, con el nuevo cementerio de San Mauro, inaugurado en 1882. Este cementerio reemplazó al viejo cementerio que ocupaba los terrenos que actualmente corresponden al inicio de la calle.
La calle fue urbanizada como tal en el año 1910 y en 1914 recibió el nombre del intelectual y político Joaquín Costa, que había muerto tres años antes, en reconocimiento a su importante contribución al pensamiento y a la modernización de España.
Los campos y fincas de la calle se fueron urbanizando de manera progresiva, convirtiéndose en solares donde comenzaron a levantarse casas y edificaciones. En 1902, se instaló en el número 38 de la calle Joaquín Costa la fábrica de pan y horno La Espiga de Oro, un establecimiento que marcó el inicio de la industrialización de la zona. Según el plano del Instituto Geográfico y Estadístico español de 1910, en esos años solo existían algunas viviendas dispersas en el área. Además, el primer tramo de la calle aún se conocía como Travesía, mientras que el segundo tramo, a partir de la actual calle José Casal, era denominado Carretera a Puente Caldelas. Este período de transformación estuvo marcado por un crecimiento gradual que, con el tiempo, consolidó la calle como una de las principales arterias urbanas de la zona.
En 1941, se instaló entre las calles Joaquín Costa y Doctor Loureiro Crespo la fábrica de harinas Reyes Hermanos, un establecimiento que estuvo operativo durante varias décadas. Sin embargo, la fábrica cerró en esta ubicación tras un incendio ocurrido en 1993, que destruyó gran parte de las instalaciones. Los terrenos de la antigua fábrica quedaron en desuso hasta que, en 2002, la corporación municipal aprobó la apertura de la nueva calle Antón Fraguas, construida sobre esos terrenos y que permitió mejorar la comunicación en la zona.
A lo largo de los años, diversos negocios se establecieron en la calle, como el restaurante Casa Elvira, que abrió a principios de la década de 1960 en el actual número 46. Este popular establecimiento permaneció en esa ubicación durante varias décadas, convirtiéndose en un referente gastronómico de la zona. Sin embargo, en el año 2000, tras la aprobación de la apertura de la nueva calle Uxío Novoneira, que conecta la calle Joaquín Costa con la avenida de Eduardo Pondal, el restaurante cerró en ese emplazamiento.

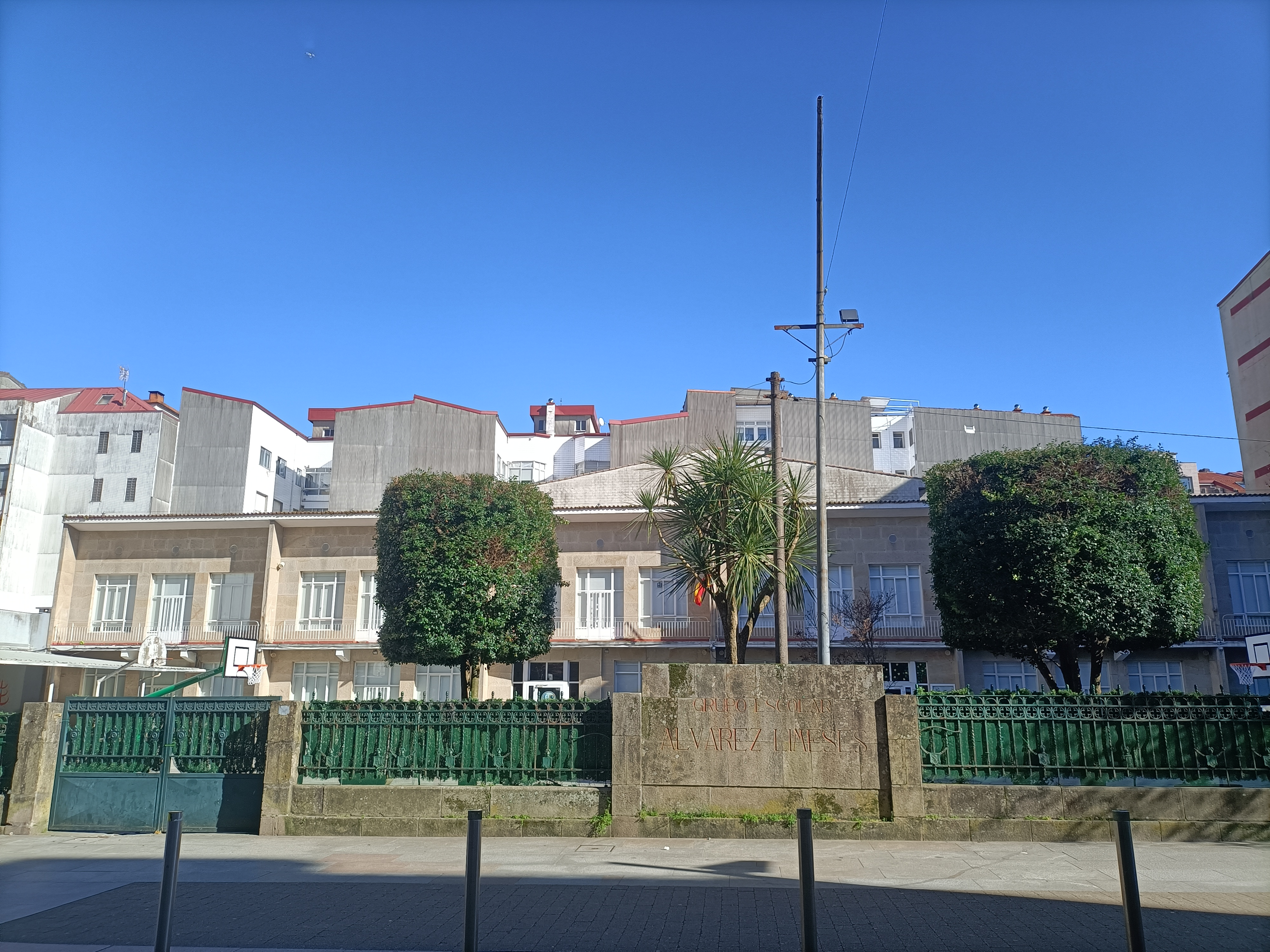
Colegio público Álvarez Limeses.

También diversos servicios, tanto educativos como policiales, se fueron instalando en la calle, lo que contribuyó al crecimiento y la funcionalidad de la zona. El 10 de enero de 1960, el alcalde Xosé Filgueira Valverde inauguró en el actual número 13 el edificio del colegio público Álvarez Limeses. Posteriormente, el 2 de octubre de 1986, se inauguró en el número 17 la nueva sede de la Comisaría Provincial de Pontevedra de la Policía Nacional. Este edificio, construido originalmente en 1972 por la Caja de Ahorros Provincial de Pontevedra por encargo del Ministerio de Agricultura para alquilarlo, fue reformado para albergar la nueva Comisaría Provincial. El Ministerio de Agricultura nunca lo ocupó y en 1977 pasó a manos del Ministerio del Interior, que adaptó el inmueble a sus necesidades.
En 1965 se estableció detrás del Hospital Provincial de Pontevedra un convento, que fue reformado y reinaugurado como sede y albergue de Cáritas en 2023.
En 2005, comenzaron las obras de reurbanización completa del primer tramo de la calle Joaquín Costa, desde la calle Blanco Porto hasta su inicio. Estas obras incluyeron la ampliación de las aceras, la reducción de los dos carriles de circulación a un único carril, así como la plantación de árboles a lo largo de la vía, con el objetivo de mejorar el espacio urbano y la calidad ambiental. Los trabajos finalizaron en 2006, transformando este tramo de la calle en una zona más accesible y agradable para los peatones.
En 2009, comenzaron las obras de reforma del segundo tramo de la calle Joaquín Costa, hasta la calle Estrada, que finalizaron en 2010. Esta reforma replicó el diseño realizado en el primer tramo, con la ampliación de aceras, la reducción de carriles de circulación y la plantación de árboles. Además, se creó una rotonda ajardinada en el cruce entre las calles Joaquín Costa y Doce de Novembro.
En 2023 se inauguró el parque de la Palmera, un pequeño espacio verde que se extiende a lo largo del final de la calle Joaquín Costa, diseñado en torno a la histórica fuente de piedra de A Eiriña y a la gran palmera que se encuentra en sus proximidades.

## Descripción

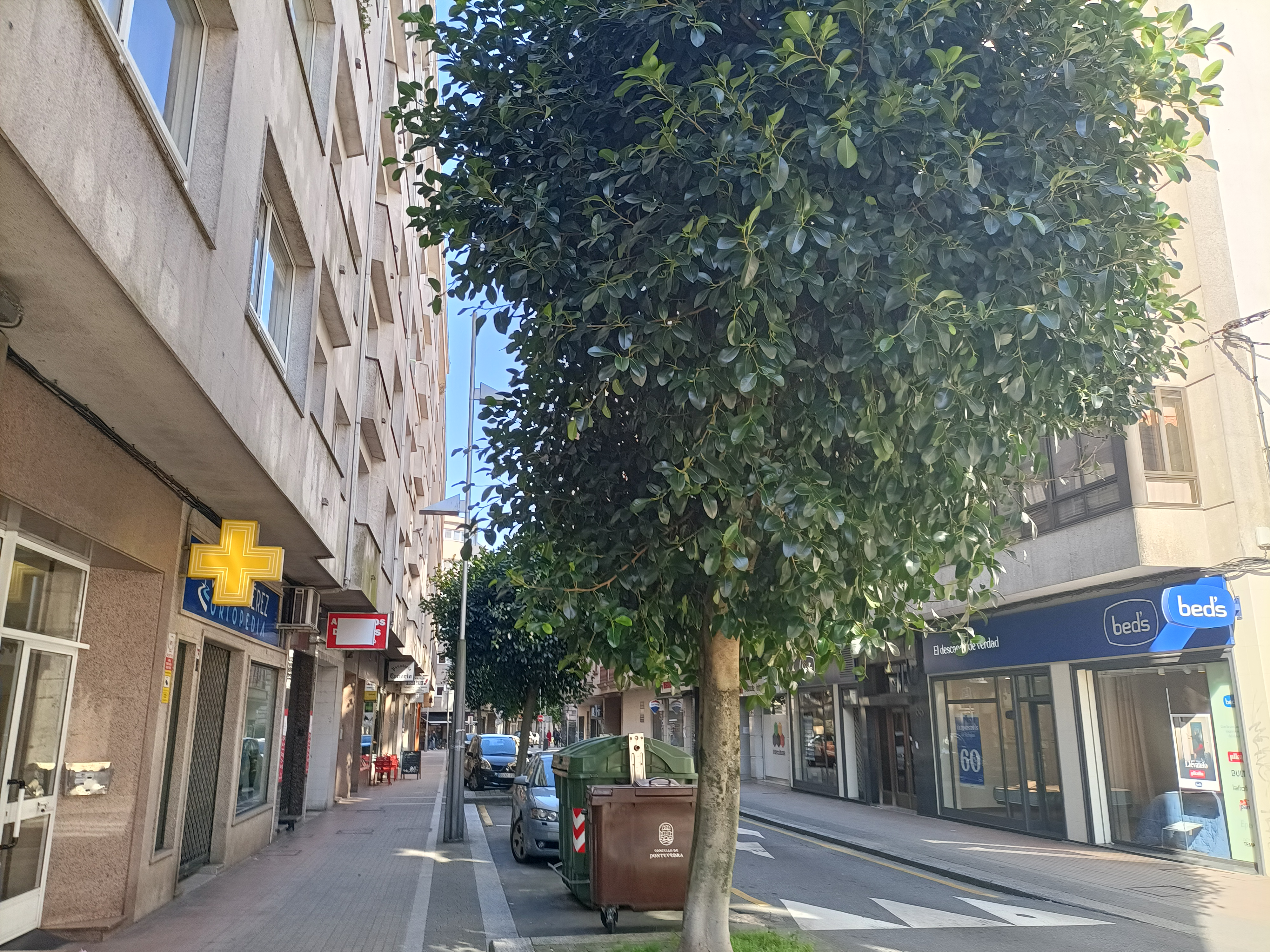
Higuera de Port Jackson en la calle.

Es una calle en pleno centro de la ciudad de 700 metros de longitud con una orientación transversal oeste-este, llana y predominantemente recta aunque con ligeras curvas entre sus distintos tramos. Conecta la calle Sagasta (al oeste) con la calle Estrada (al este) y en ella confluyen por su parte norte las calles Blanco Porto, Cobián Areal, Antón Fraguas, Travesía de la Eiriña y Doce de Novembro y por su lado sur las calles José Casal, Uxío Novoneira, Filgueira Valverde, Poza dos Canos y Doce de Novembro. Su anchura media es de 9 metros. 
La calle se divide en dos tramos claramente diferenciados. El primero se extiende desde la calle Sagasta hasta el cruce con la calle Blanco Porto. Entre este tramo y el segundo, se encuentra una pequeña plazuela que sirve de transición entre las calles Blanco Porto y Cobián Areal. El segundo tramo abarca desde el cruce con esta última calle hasta la calle de la Estrada, completando el recorrido de la vía.
Es una calle comercial, con una amplia variedad de establecimientos a lo largo de su recorrido, tales como cafeterías, restaurantes, agencias de viajes, administraciones de loterías, ópticas, perfumerías, tintorerías y tiendas de muebles. Además, en ella confluyen dos galerías comerciales que la conectan con la calle Cruz Gallástegui, en las que se encuentran diversos comercios. La calle también alberga importantes servicios, como la sede de la Comisaría Provincial de la Policía Nacional, la sede de Cáritas y su albergue, dos colegios, un Conservatorio de Música, una clínica oftalmológica y una clínica dental.
La calle está arbolada en su lado derecho o sur, con árboles dispuestos en una sola fila, que aportan vegetación y sombra a lo largo de sus distintos tramos. En el primer tramo, entre la calle Sagasta y la calle Blanco Porto, se encuentran 8 acacias de Constantinopla o árboles de la seda. En el segundo tramo, a partir de la calle Cobián Areal, destacan 18 higueras de Port Jackson, pertenecientes al género de los ficus.

## Galería de imágenes

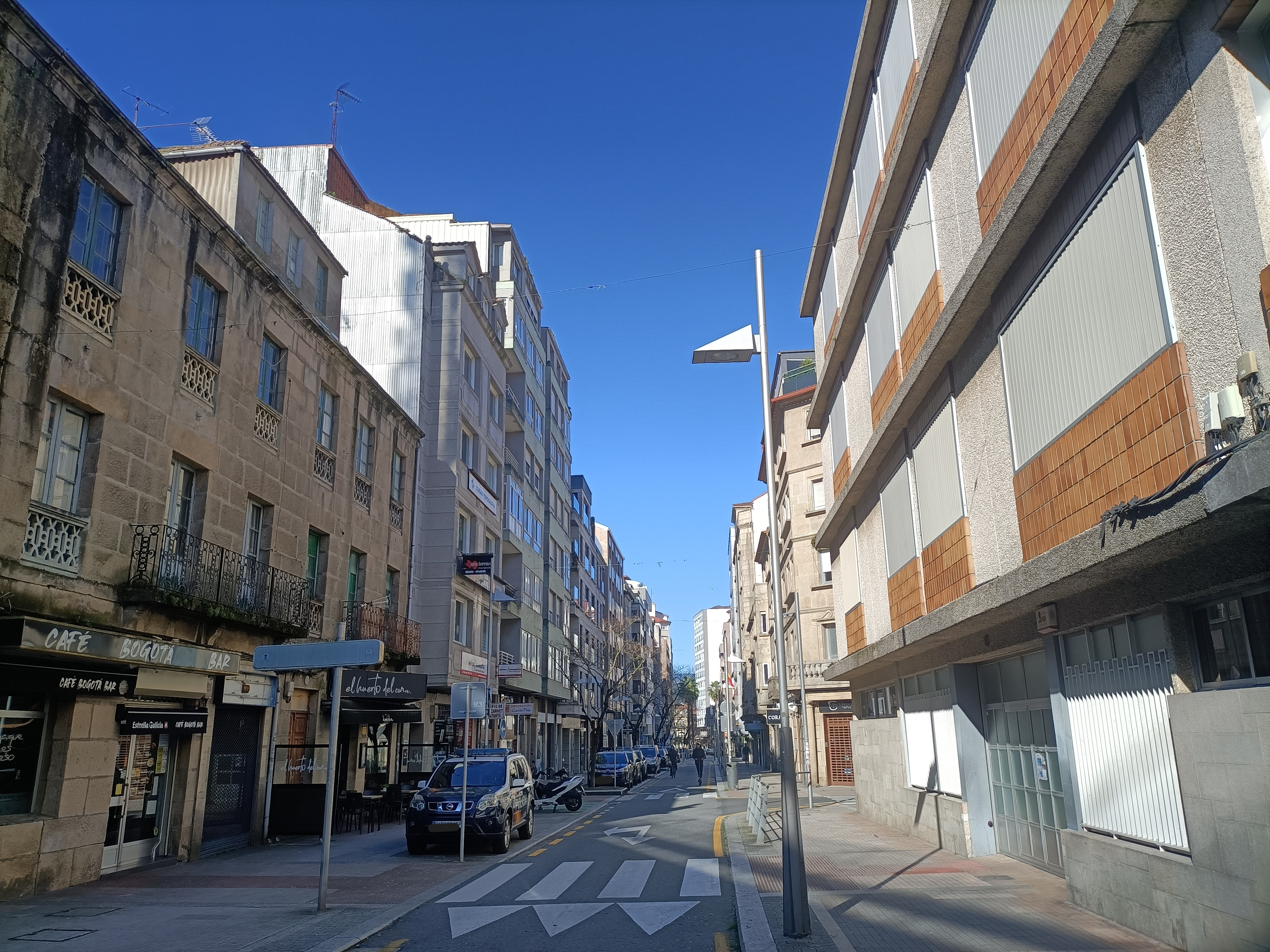
Tramo central de la calle
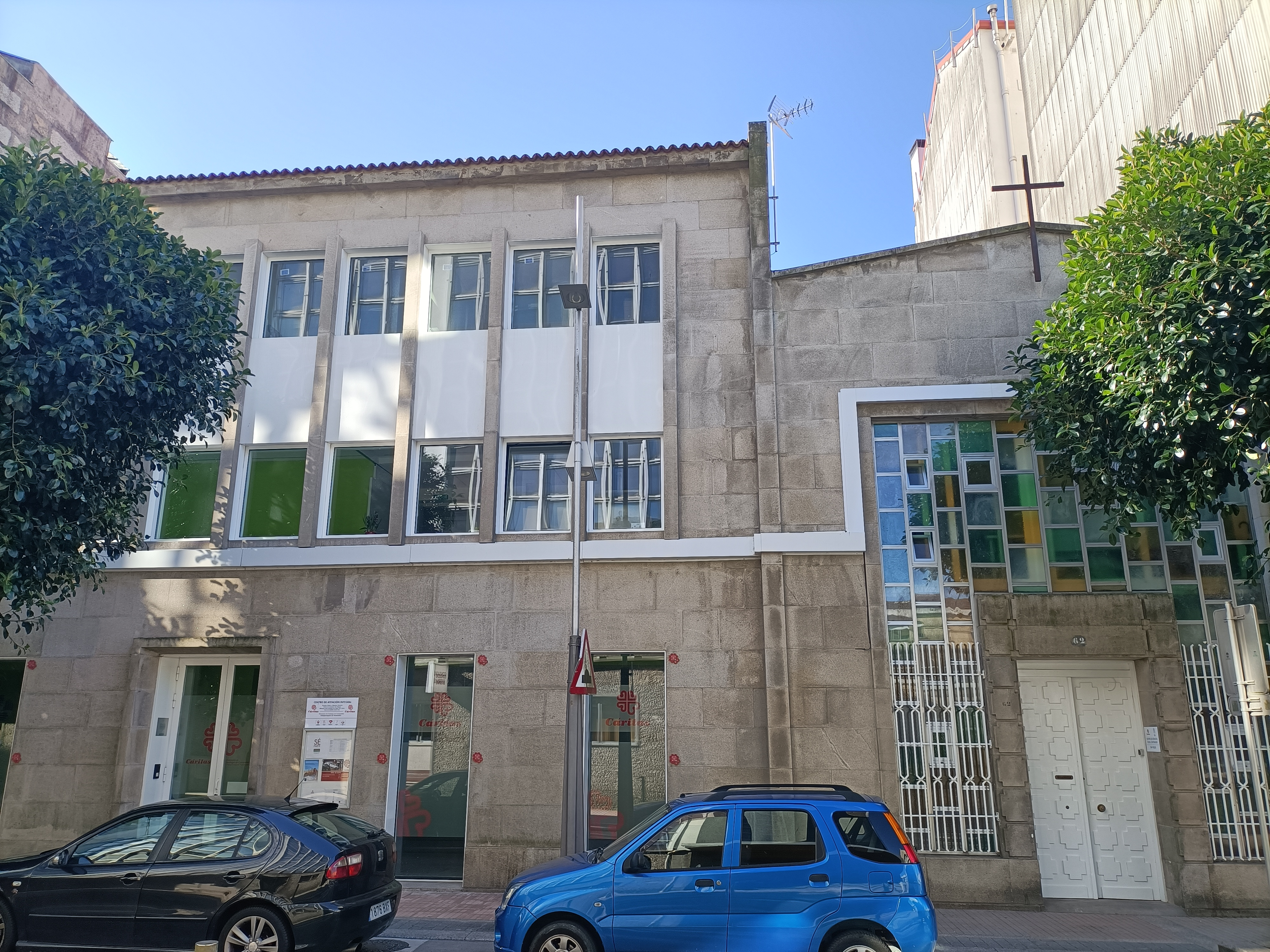
Sede de Cáritas y albergue
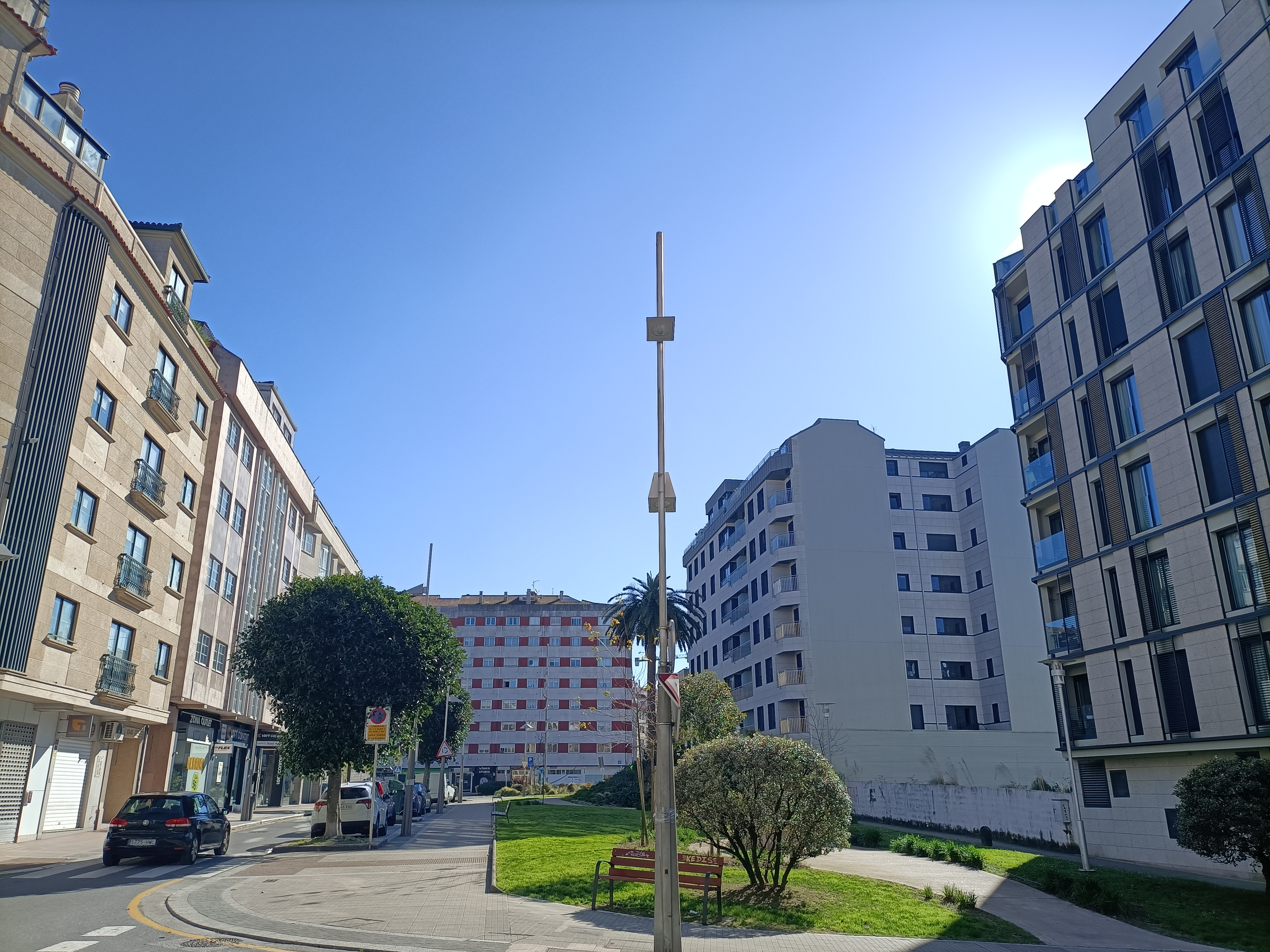
Tramo final de la calle
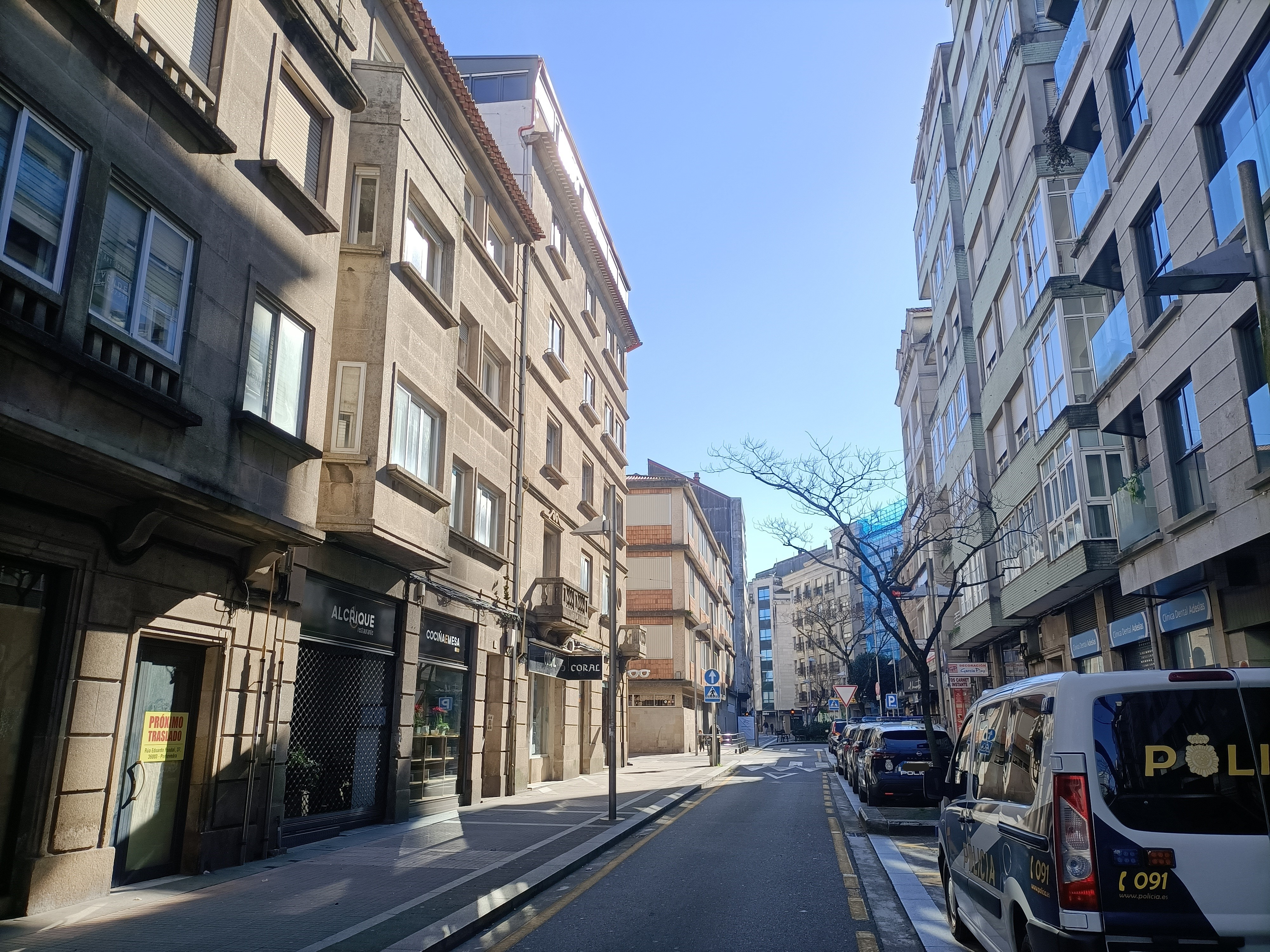
Tramo central de la calle
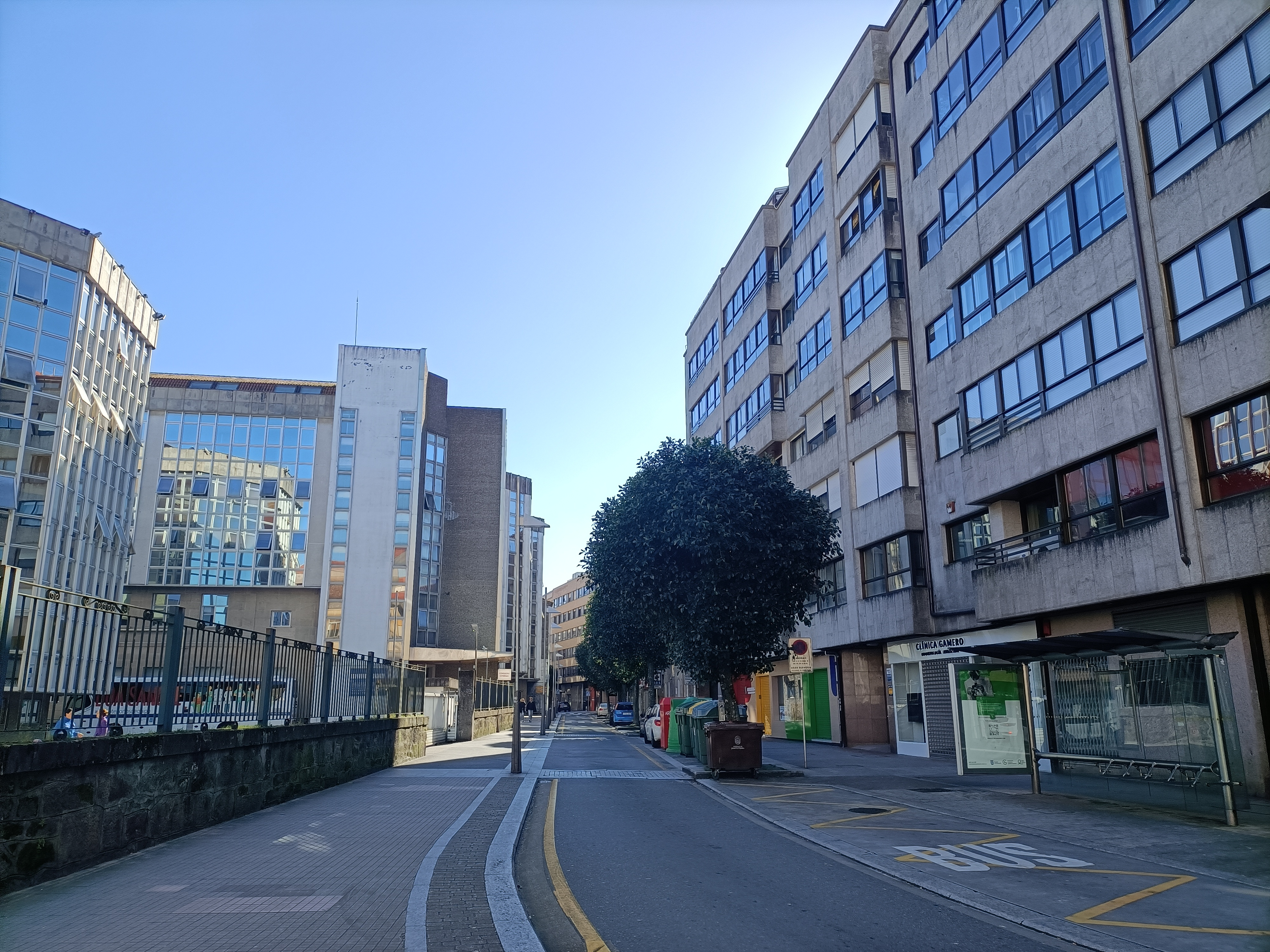
Tramo de la calle detrás del Hospital Provincial de Pontevedra
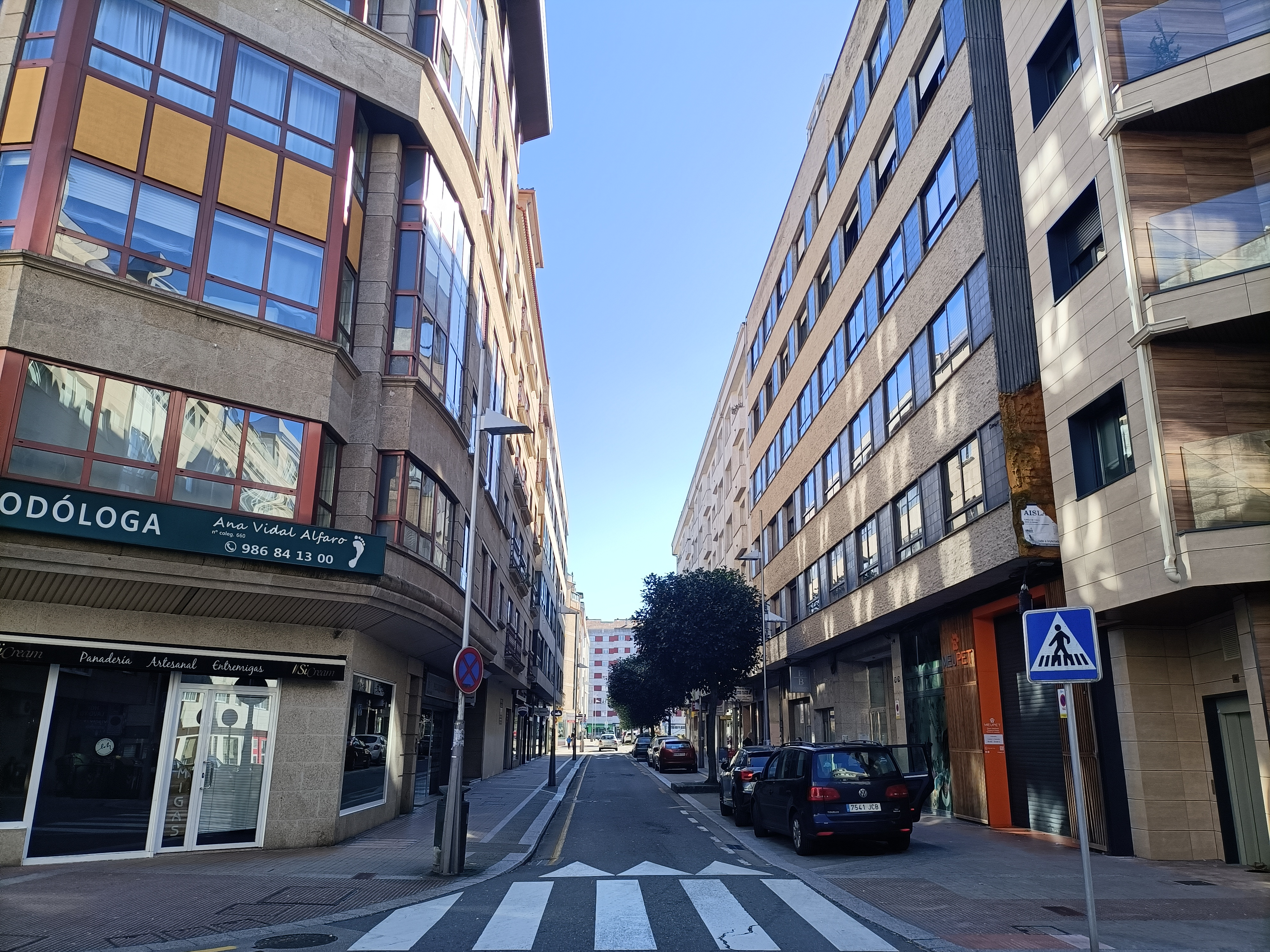
Tramo de la calle en A Eiriña
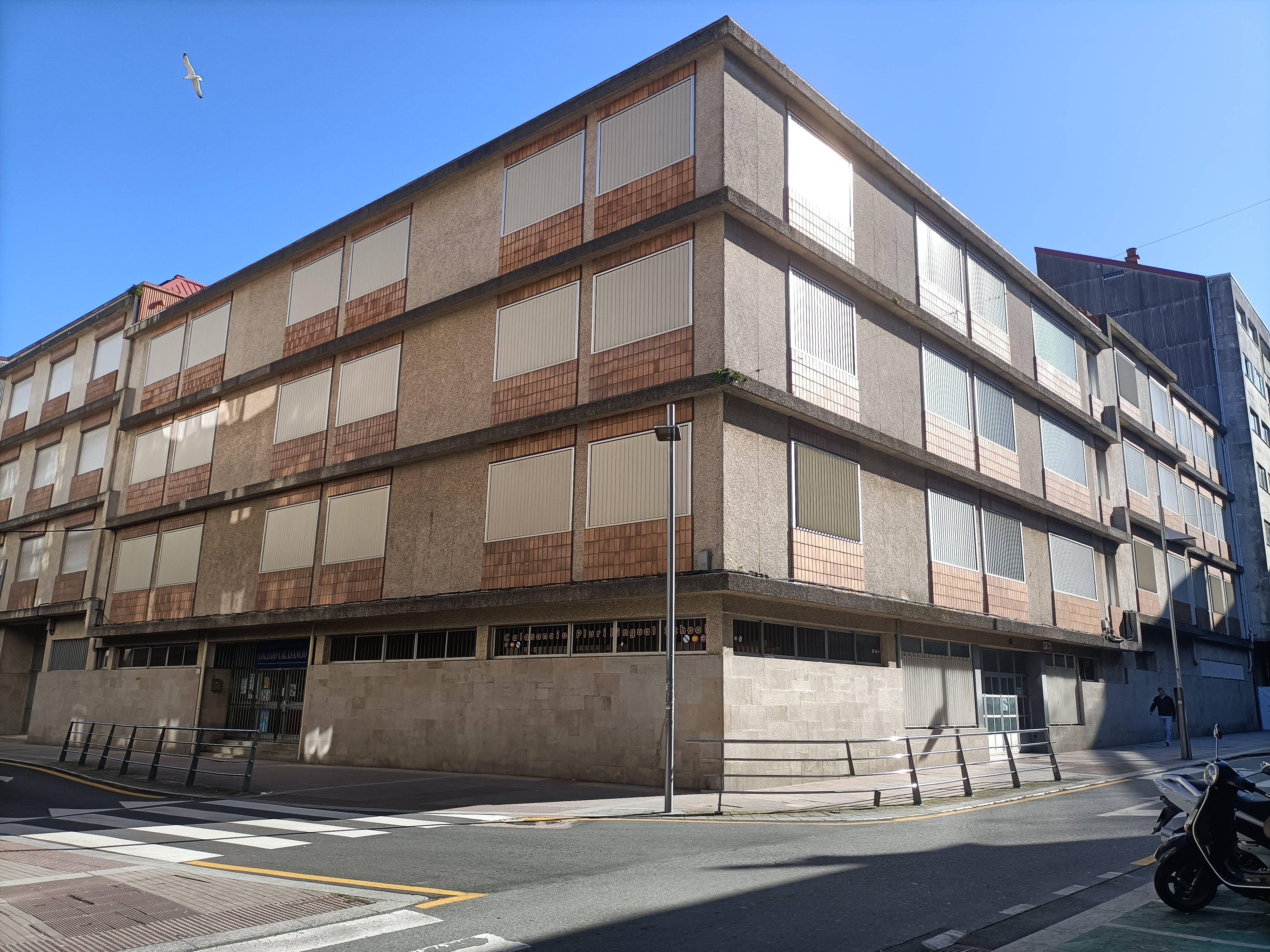
Colegio Plurilingüe Calasancio